# 懐帝 (西晋)
懐帝（かいてい）は、西晋の第3代皇帝。諱は熾。初代皇帝武帝の第25子。

## 生涯

### 皇帝に即位
太熙元年（290年）に豫章王となる。八王の乱の際には史籍に楽しんで世を避けた。後に車騎大将軍・鎮北大将軍となる。永興元年（304年）、甥の皇太子司馬覃が廃されて皇太弟となる。光熙元年11月（307年1月）に異母兄の恵帝が崩御すると東海王司馬越に皇帝に擁立された。即位当初に八王の乱が終結し、司馬越が政権を掌握した。
しかし、東萊で王弥が反乱を起こし、永嘉2年（308年）に匈奴の首長劉淵が山西南部一帯を勢力下に収め、漢（後の前趙）を建国して皇帝を称したのをはじめ、中原に居住していた北方・西方出身の非漢民族（五胡）が八王の乱に乗じて自立し、西晋への攻撃を加えるなど既に危機的状況にあり、中央の威令は失墜して西晋の衰亡は目を覆うばかりの惨憺たる状況であった。また、朝廷内でも懐帝と司馬越が反目しあう事態が生じており、司馬越は懐帝の詔と称して丞相を自称するなどした。
永嘉5年（311年）、懐帝が苟晞に司馬越討伐の密詔を出したため、懐帝と決別した司馬越は軍を率い首都洛陽を出て許昌に鎮するが、途中で憂死、西晋の求心力は失われた。司馬越の軍は王衍が引き継いだが、漢の武将の石勒に敗れ、王衍以下10万の将兵が殺害された。懐帝のいる洛陽も劉淵の跡を継いだ劉聡・石勒・劉曜・王弥の攻撃を受け6月に陥落。懐帝は長安に脱出しようとしたが、皇太子の司馬詮と共に劉曜に捕らえられ、軍官民3万以上が死んだという（永嘉の乱）。

### 殺害
劉聡に捕らえられ捕虜となった懐帝は平陽に連行され、奴僕の服装をさせられて酒宴で酒を注ぐ役と杯洗いをさせられ、劉聡が外出する際には日除けの傘の持ち役にされたりという屈辱を与えられ、人々からは晋皇帝の成れの果てと嘲笑されて屈辱を嘗めつくした。
一方、劉聡は懐帝を儀同三司・会稽郡公に封じ、懐帝の側近である庾珉らにも官職を与えた。また、懐帝を招き、「卿が豫章王であったとき、朕は卿に接見した。王武子（王済）が朕を紹介すると、卿は以前からその名を聞いていたと言ったな。卿は楽府の歌を朕に示し、『君は辞賦が得意と聞く。試しにこの作品を見てみるように』と言い、朕は王武子とともに『盛徳頌』という詩を作り、卿はこれを称賛した。また、皇堂での射術に誘われたこともあったな。朕が十二本、卿と王武子は九本を命中させた。卿は朕に弓を贈ったが卿は覚えておるかね」と話した。懐帝は「臣が忘れるはずなどありません。ただ一つ残念なのは、もっと早くその龍顔（皇帝の顔）を知ることができなかったということです」と答えた。劉聡は「卿の一族は骨肉の争いを繰り返したが、どうしてこうなったと思う」と問うた。懐帝は「これは人事によらず天意によるものです。大漢は天意に応じたのであり、そのために臣の一族は互いを駆除したのです。もし臣の一族が武帝の大業を継いで九族が協力し合ったならば、陛下の今日はなかったでしょう」と返した。夕方になると懐帝は退出した。劉聡は、年小の劉貴人を懐帝へ下賜して「彼女は名公の孫であり、特別に卿の妻とするので大切にするように」と述べ、劉氏を会稽国夫人とした。
西晋では、残党によって甥の司馬鄴（愍帝）が長安で皇帝に擁立され、永嘉7年（313年）1月、関中の司馬鄴政権が活発となると、劉聡は次第に懐帝を疎ましく思うようになった。劉聡は光極前殿において懐帝に命じ、人々に酒を注がせた。光禄大夫の庾珉・王儁らは立ち上がって慟哭したために、劉聡はこれを不快に思った。同年1月、王儁らが平陽で劉琨に呼応しようと謀っていると劉聡に密告する者がいたため、懐帝は平陽で処刑され、崩御した。享年30｡。また、劉聡は王儁を始め晋の旧臣10人余りを誅殺して、懐帝に賜った劉夫人を自らの貴人に戻し、境内の死罪以下に大赦を施行した。
そして、司馬鄴も、懐帝と同じような末路をたどることとなり、西晋は滅亡に至った。

## 年表
- 太熙元年（290年）、豫章王に封じられる。
- 永興元年（304年）、鎮北大将軍・都督鄴城守諸軍事となる。12月、皇太弟となる。
- 光熙元年（306年）11月、恵帝が死去、司馬熾が皇帝に即位。恵帝の皇后の羊献容を恵皇后とする。生母の太妃王媛姫を皇太后に追尊し、妃の梁蘭璧を皇后とする。
- 永嘉元年（307年）正月、太傅の東海王司馬越が輔政となる。3月、豫章王司馬詮（司馬遐の子）を皇太子とする。司馬越を許昌に、高密王司馬略を襄陽に、新蔡王司馬騰を鄴に、南陽王司馬模を長安にそれぞれ出鎮させる。7月、琅邪王司馬睿を安東将軍・都督揚州江南諸軍事に任命し、建業に出鎮させる。12月、司馬越が偽詔により清河王司馬覃を金墉城に幽閉する。司馬越が丞相となる。
- 永嘉2年（308年）2月、司馬越が司馬覃を殺害。3月、司馬越が鄄城に出鎮。劉淵が頓丘・河内の地を席捲し、王弥が青州・徐州・兗州・豫州の四州を侵略する。5月、王弥が洛陽に侵攻するも、司徒の王衍により撤退する。7月、劉淵が平陽に侵攻する。10月、劉淵が平陽で皇帝を称し、国号を漢（後の前趙）とする。
- 永嘉3年（309年）3月、司馬越が宮中で中書令の繆播・懐帝の母の兄弟の王延ら10余人を殺害。9月、司馬越が洛陽に籠城し、侵攻してきた劉聡の軍を破る。
- 永嘉4年（310年）6月、劉淵死去。子の劉和が継ぐも、劉和の弟の劉聡が殺害し自立。11月、司馬越が洛陽を離れて許昌に赴く。司馬越は豫州牧を称し、太尉の王衍を軍司とする。
- 永嘉5年（311年）正月、懐帝は苟晞に司馬越討伐の密詔を出す。司馬越が苟晞を攻撃する。3月、懐帝は司馬越の罪状をあげ、各地の方鎮に司馬越討伐を命じる。司馬越が死去。4月、王衍が司馬越の葬儀の軍を率いて東海に退却中、石勒軍の攻撃を受けて壊滅する。石勒は王衍ら王公をはじめとする10余万人を殺害する。5月、司空の王浚が大司馬・征西大将軍に、南陽王の司馬模が太尉に、太子太傅の傅祗が司徒に、尚書令の荀藩が司空・安東将軍に、琅邪王司馬睿が鎮東大将軍にそれぞれ昇進する。6月、劉曜・王弥・石勒の攻撃により洛陽が陥落。懐帝は劉曜に捕らえられる。百官から士人・庶民を含めて死者は3万余人に上った。懐帝は平陽に連行され、劉聡により会稽公に封じられ、劉氏（以前には劉聡の小劉貴人）と結婚した。
- 永嘉6年（312年）9月、長安で前雍州刺史の賈疋・衛将軍の梁芬・京兆太守の梁綜らが秦王司馬鄴を皇太子に擁立。
- 永嘉7年（313年）正月、劉聡により殺害される。享年30。

## 宗室

### 妻妾
- 皇后梁蘭璧（乱により行方不明となった）
- 会稽郡夫人劉氏（以前には、劉聡の貴人劉氏）

### 子
不詳

### 引用元
1. 1 2 3 4 5 6 7 8  川本『中国の歴史、中華の崩壊と拡大、魏晋南北朝』、P58
2. 1 2  三崎『五胡十六国、中国史上の民族大移動』、P48
3. ↑  駒田『新十八史略4』、P60
4. ↑  駒田『新十八史略4』、P61
5. 1 2  三崎『五胡十六国、中国史上の民族大移動』、P49
6. ↑  川本『中国の歴史、中華の崩壊と拡大、魏晋南北朝』、P59

## 伝記資料
- 『晋書』（和訳）